# Історія Італії

## Давні часи
1000 років до н. е. — на території країни жили племена етрусків, лігурів, італіків, латинян, сабінян. Між 1200—1100 роками до н. е. на територію сучасної Італії прийшли племена італіків. Дещо пізніше з'явилися іллірійці, згодом, близько 900—800 років до н. е., — етруски і, нарешті, з VIII ст. до н. е. — греки, які селилися переважно на півдні Апеннінського півострова і на Сицилії.
- 754 р. до н. е. — заснування латинянами міста Рима. згідно з легендою, Ромул заснував Рим 21 квітня 753 р. до н. е.
- У VI ст. до н. е. Рим опинився під владою етруських царів-завойовників. Приблизно у 500 р. до н. е. в Римі встановлено республіку.
- 290 р. до н. е. — Рим підкорив собі територію Середньої Італії. У 287 р. до н. е. завершилася боротьба патриціїв і плебеїв, зрівняно правове становище станів.
- 265 р. до н. е. — перемога над грецьким полководцем Пірром і завоювання Римом Південної Італії.
- 264—241 р. до н. е. — 1-а Пунічна війна з Карфагеном. Рим одержав острови Сицилію, Корсику і Сардинію.
- 216 р. до н. е. — під час 2-ї Пунічної війни карфагенський полководець Ганнібал перейшов Альпи і завдав нищівної поразки римлянам у битві під Каннах.
- 202 р. до н. е. — військо Ганнібала було розбито римським полководцем Сципіоном у битві при Замі. Рим одержав територію сучасної Іспанії.
- 168 р. до н. е. — римляни завоювали Балканський півострів.
- 158 р. до н. е. — поширення влади Рима на Малу Азію і Сирію.
- 149—146 р. до н. е. — 3-я Пунічна війна завершилася повним руйнуванням Карфагена.
- У 133 р. до н. е. Рим затвердив своє панування на всьому Середземномор'ї.
- 88 — 79 р. до н. е. — диктатура Сулли. Уперше римські легіони здобували Рим, громадянська війна на всій території Італії військ на чолі Луція Корнелія Сулли проти лідерів Римської республіки[1].
- 73 — 71 р. до н. е. — повстання рабів на чолі зі Спартаком.
- 58 — 51 р. до н. е. — завоювання Галлії (сучасна Франція) Цезарем.
- 49 — 45 р. до н. е. — громадянська війна і перемога Ю. Цезаря. Вирішальна битва проти Помпея виграна при Фарсалах у 48 р. до н. е.
- 44 р. до н. е. — убивство Ю. Цезаря в Римі.
- 31 р. до н. е. — розгром Октавіаном флоту Антонія і Клеопатри при мисі Акцій.
- 30 р. до н. е. — приєднання до Рима Єгипту. Октавіан стає імператором Августом, а Рим — імперією.
- Початок І в. до н. е. — завоювання Римом Палестини й Юдеї.
- 43 р. — римляни захопили Британію.
- 106 р. — Рим підкорив собі територію даків, яка стала римською провінцією Дакією (сучасна Румунія).
- 117—138 р. — за імператора Адріана римляни були змушені перейти від завоювань до оборони своєї величезної імперії.
- За часів правління імператора Костянтина I (306—337) християнство стає державною релігією Римської імперії.
- 375 р. — гуни вторглися в Європу. Почалося Велике переселення народів.
- 395 р. — Римська імперія розпалася на Західну і Східну (Візантія).
- 410 р. — уперше варвари здобули і розграбували Рим (вестготи на чолі з королем Аларихом).
- 455 р. — розгром Рима вандалами, знищення багатьох добутків {творів} мистецтва.
- 476 р. — вождь германських племен Одоакр скинув останнього імператора Західної Римської імперії Ромула Августула. Рим перестав бути столицею світу.

## Середньовіччя

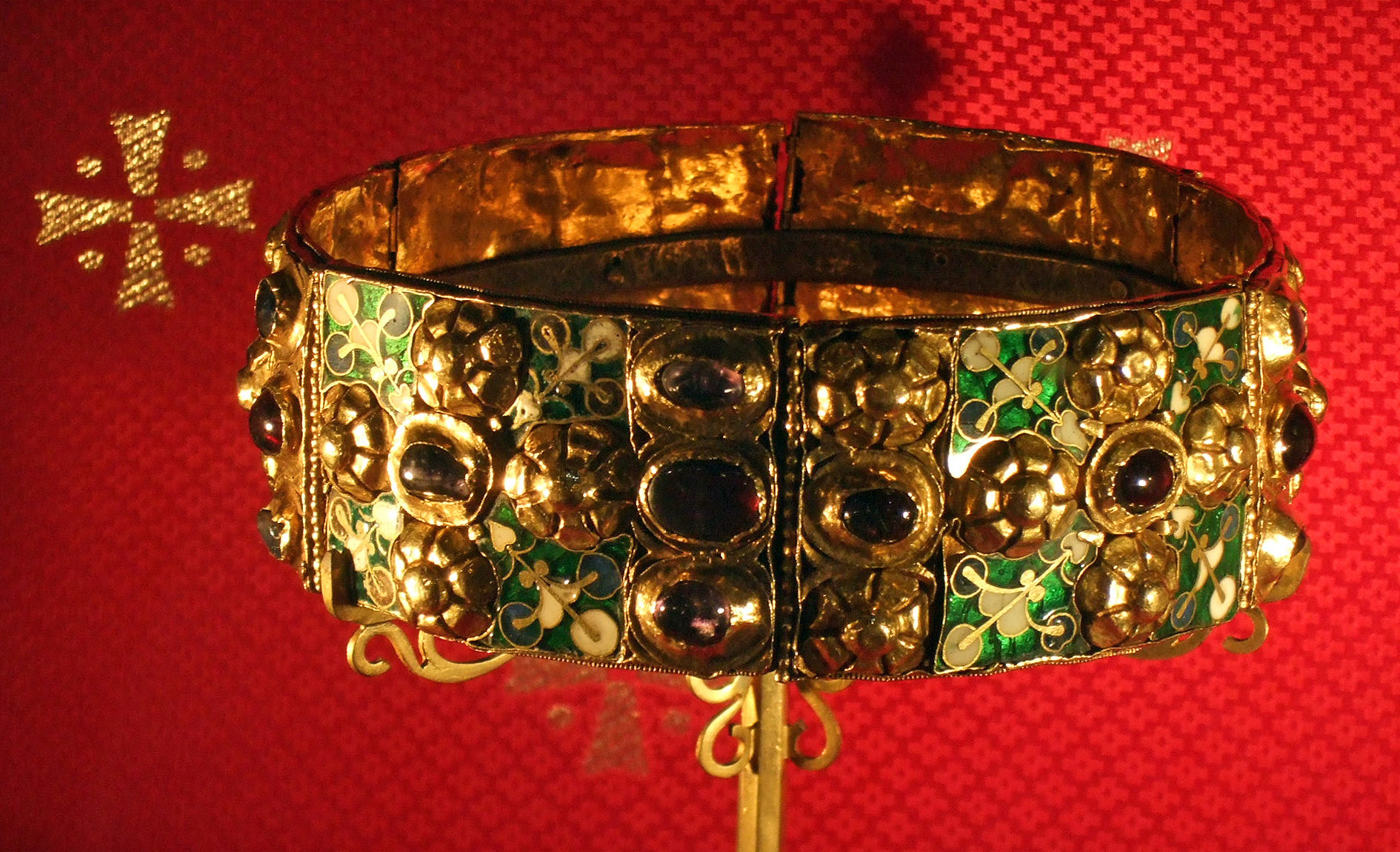
Залізна корона, якою коронувалися лангобардські правителі.

488 — в Італію вторглись остготи і заснували тут своє королівство.
554 — Візантія встановила в Італії своє панування.
568 — північ країни зайняли германські племена лангобардів. Перед тим лангобарди переміщуються зі своєї прабатьківщини Скандинавії на нижню Ельбу, звідти в Моравію і засновують в басейні Дунаю (Паннонія) свою першу державу. Після того, як лангобарди й авари під проводом короля Албойна знищують державу гепідів, вони разом із частиною гепідів вдираються до Італії і утворюють свою другу державу.
572 — лангобарди завойовують Павію. Згодом лангобарди оселяються спершу на рівнині По, а потім і в Північній Тоскані, Умбрії, Сполето і Беневенті.
584 — правління герцогів скасовано після відновлення королівської влади лангобардів над всіма своїми землями. У зв'язку з позбавленням політичних прав підкорених римлян і усуненням римської адміністрації держава лангобардів стає суто германським державним утворенням.
584-590 роки — правління лангобардського короля Аутарія, одруженого з Тойделіндою, дочкою герцога баварів, складаються добрі політичні відносини з Баварією. Залежність (сплата данини) від держави Франків.
590-615 роки — правління Агілульфа, що уклав перемир'я з франками та візантійцями.
636-652 роки — правління Ротарія, що наказує кодифікувати лангобардське народне право — «Edictus Rothari» у 643 році. Близько 650 року завершується завоювання лангобардами північної частини Італії. Поряд з Королівством лангобардів (столиця Павія) існують майже самостійні герцогства: Трієнт, Фріуль, Споленто, Тусція (Тоскана), Беневент. У візантійців в Італії залишаються екзархат Равенни, Істрія, герцогство (дукат) Рим, дукат Неаполь, південний край Італії і Сицилія. Внаслідок цього Італія розпадається на лангобардські і візантійські області.
661-671 роки — правління Грімоальда І, королівство лангобардів досягає найвищої могутньості, завдяки об'єднанню з Беневенським герцогством. Грімоальд здобуває перемоги в битвах проти франків, візантійців, аварів і слов'ян. Перший з королів лангобардів приймає католицизм, що роблять і його наступники. По смерті Грімоальда починається тронний розбрат (влада аристократії).
712-744 роки — правління Лютпранда, що намагається об'єднати Італію шляхом підкорення герцогів Сполето і Беневента і нападів на Ровенну і Рим.
749-756 роки — правління Айстульфа, що 751 року завойовує Равенну: кінець екзархату Равенни і візантійському пануванню в Середній Італії.
756-774 роки — правління Дезидерія, що перд цим був герцогом Тоскани.
773-774 роки — Італія завойована франкським імператором Карлом Великим. Дезідерій змушений зректися престолу. Лангобардська держава об'єднується з франкською, проте герцогство Беневент залишається незалежним.
774-887 роки — Каролінгське правління в Італії. Поряд з герцогством Беневент виникають нові лангобардські володіння (Неаполь, Салерно, ткапуя). 827 року араби втручаються в нижньоіталійську політику. Перше вторгнення угорців на рівнину По. Маркграфи Фріуля, Тусції (Тоскани) і Сполето, які посилюються в прикордонних землях, стають самостійнішими.
У VIII—XI століттях у Південній Італії утворюються морські республіки Амальфі, Гаета і Неаполь, а в Північній Італії зміцнюються республіки Генуя, Піза і Венеція. Арабів (сарацинів) витісняють з Південної Італії та з Сицилії.
888-924 роки — правління Беренгар Фріульський, що по смерті Карла ІІІ коронується королем Італії, однак перед цим його витісняють герцоги Сполето — Відо (891-894) і Ламберт (892-898, які вважають себе спадкоємцями держави лангобардів і примушують пап коронувати їх імператорами Священної Римської імперії.
894 року — Арнульфа Каринтського визнають королем і коронують імператором у 896 році, однак він повертається до Баварії.
900 року, по смерті Ламберта, королем Італії у Павії стає король Провансу (Нижньої Бургундії Людовік ІІІ Сліпий, 901 року Людовіка у Римі коронували імператором Священної Римської імперії. Після того як його 905 року Беренгар скинув і осліпив у Вероні, Людовік повертається до Провансу, де у 928 році помер.
915 року — битві при Гарільяно союз християнських армій з південної та центральної Італії на чолі з Папою Римським Іваном X розбив сарацинів. Беренгар коронується імператором. Після його поразки від угорців на Бренті у 899 році відбуваються постійні грабіжницькі походи угорців, яким Беренгар змушений платити данину. Також під час його правління відбулися напади арабів на Реггіо, Орію і Тарент.
922-926 роки — правління Рудольфа II, короля Верхньої Бургундії, якого закликають до Італії, і він скидає і вбиває Беренгара у 924 році. Після смерті свого тестя Бурхарда ІІ Швабського Рудольф ІІ передає владу Гуго В'єнському.
926-947 роки — правління Гуго В'єнського, який утверджується в боротьбі проти обраного протилежною партією Еберхарда Баварського. По смерті Гуго королем стає його син Лотар II (котрий був ще 931 року коронований як співправитель; одружений з Адельгейдою, дочкою Рудольфа ІІ, короля Верхньої Бургундії).
950 року, по смерті Лотара, коронується Беренгар ІІ Іврійський. Вдову Лотара він утримує в полоні.
951 року Оттон I Великий, закликаний на допомогу Адельгейдою, здобуває владу у Верхній Італії. Він знову ставить на престол Беренгара як васального короля, однак той разом зі своїм сином Адальбертом вступає в конфлікт з церковною державою. Іван XIII закликає на допомогу Оттона Великого, який у 2-му Італійському поході (961-965 років) зміцнює своє панування у Верхній Італії. Беренгара захоплюють у полон, Адальберт помирає у вигнанні. Утворення Священної Римської імперії (фактично титул її імператора трактувався як титул найсильнішого володаря в Європі). Німецькі королі, після своєї коронації вважають себе володарями Ломбардського королівства (Імперська Італія), яке належить до Священної Римської імперії.

Італія 1000 н. е.

1002-1015 роки — правління Ардуїна Іврійського, якого по смерті Оттона III ломбардська верхівка проголошує королем. Але Ардуїн зазанає поразки від імператора Священної Римської імперії Генріха II. У наступний період в Італії утворюються дві партії: гіббеліни (від назви замку роду Штауфенів — Вайблінген), прибічників імператора, і гвельфи (від назви роду Вельфів), папські прибічники.
XII ст. — нормани за часів правління Рожера I захопили Південну Італію і Сицилію, утворивши тут Сицилійське королівство. 1194 року норманські області переходять під владу німецького короля та імператора Священної Римської імперії Генріха VI.
Після правління династії Штауфенів, що тривало до 1268, настає період територіальної роздробленості.
У XIII—XIV ст. Папська область охоплює значну частину Середньої Італії. Морська республіка Венеція перебуває на вершині своєї могутності. Флоренція встановлює панування над великими районами Північної та Середньої Італії. У Мілані феодальний рід Вісконті (пізніше — династія герцогів Сфорца) встановлює одноосібне спадкове правління.
1442 — Сицилійське королівство перейшло під владу Іспанії. Альфонсо V, король Арагону, стає «королем обох Сицилій». Аж до 1713 року Неаполітанське і Сицилійське королівства підкоряються іспанській короні.

## Новий час

Італія в 1494 році

У 1449—1492 рр. у Флоренції править Лоренцо Медічі Прекрасний, при дворі якого процвітають мистецтва епохи Відродження.
У XVI ст. династія Габсбургів веде війну з Францією за вплив у роздробленій на дрібні держави Північній Італії. У 1527 р. Карл V захопив і пограбував Рим. У 1559 р. іспанці опанували Сардинію і Північну Італію.
У XVII ст., коли в боротьбу з Габсбургами вступає династія Бурбонів, папський престол укладає союз з Францією.
У 1705 р., в результаті перемоги принца Євгена в битві під Туріном, вся Ломбардія (Міланське герцогство) відходить до Австрії, яка здобула домінівну владу в Італії. У 1713 р., внаслідок війни за іспанську спадщину, Австрія за умовами Утрехтського миру отримує Неаполітанське королівство і острів Сардинія. Сицилія відходить Савойї.
1720 р. — утворення італійського Сардинського королівства (П'ємонт).
1738 р. — за умовами Віденського миру Карл VI, австрійський ерцгерцог та імператор Священної Римської імперії, поступається Неаполем і Сицилією Іспанії. Коли у Флоренції помирає останній представник роду Медічі, Велике герцогство Тосканське відходить Австрії.
1796—1814 р. — панування в Італії наполеонівської Франції.
1799 р. — італійський похід А. Суворова. У 1806 р. Жозеф Бонапарт стає неаполітанським королем, його спадкоємцем стає Йоахим Мюрат.
Після розгрому Наполеона Віденський конгрес (1814—1815) передає Ломбардію і Венецію Австрії. Австрійські війська входять у Неаполь і на Сицилію. Відновлено Папську область.

## XIX ст
1831 року Джузеппе Мадзіні в Марселі створює підпільну організацію «Молода Італія», мета якої — звільнення та об'єднання Італії. Починається Рісорджименто — епоха возз'єднання Італії. 1838 року Сардинське королівство оголошує війну Австрії, але зазнає поразки. Лише французи під проводом Наполеона III 1859 року змушують австрійців відступити.

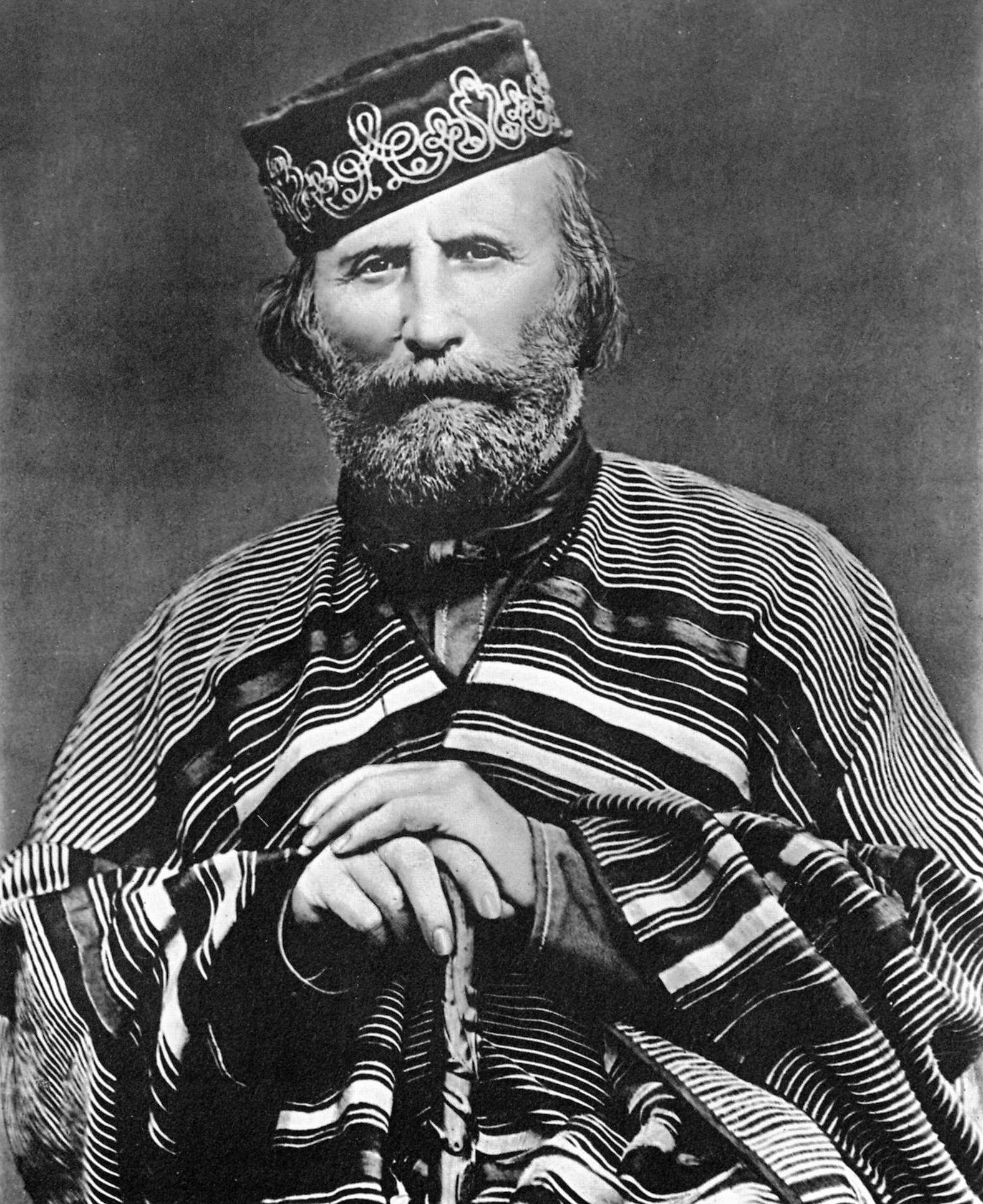
Джузеппе Гарібальді (1866)

1860 — експедиція загону Джузеппе Гарібальді на південь країни і визволення від австрійців Сицилії.
1861 — утворення єдиного Італійського королівства під скіпетром короля Сардинії та П'ємонту Віктора Еммануїла ІІ.
1866 — вигнання австрійців з Венеції.
1870 — звільнено Рим, світська влада Папи скасовується, Рим стає столицею об'єднаної Італії.
1882 — італійський король Умберто I укладає Троїстий союз з Німеччиною та Австро-Угорщиною.
1889 — Італія захопила Сомалі (Італійська Східна Африка).

## XX ст
1915 р. — вступ в І світову війну на стороні Антанти.
1919 р. — за Сен-Жерменським мирним договором Італія одержала Південний Тіроль і Істрію з м. Трієст. Початок фашистського руху Б. Муссоліні.
1922 р. — «похід на Рим» італійських фашистів. Муссоліні стає прем'єр-міністром (фактично диктатором Італії).
1929 р. — Латеранські угоди з папою про утворення на території м. Рима папської держави Ватикан.
1935 р. — Італія окупувала Ефіопію.
1936 — 1939 р. — участь італійських військ у громадянській війні в Іспанії на боці генерала Франко.
1939 р. — «Сталевий пакт» про союз з гітлерівською Німеччиною. Інтервенція італійських військ в Албанії.
1940 р. — вступ Італії в ІІ світову війну. Союзні з Німеччиною італійські війська вступили в Південну Францію.
1943 р. — висадження англо-американських військ у Сицилії. Муссоліні скинуто, оголошується беззастережна капітуляція Італії. З цього часу антифашистські війська воюють проти Німеччини. Німецькі парашутисти визволяють Муссоліні з полону на плато Кампо Імператоре гірського масиву Гран-Сассо. Він створює республіканський уряд у районі озера Гарда. Італія виходить з війни, підписавши угоду про перемир'я. Вступ у країну німецьких військ.
1945 р. — страта Муссоліні і закінчення війни в Італії, німецькі війська капітулюють.
1947 р. — у результаті референдуму Італію проголошено республікою. За мирним договором країна утратила всі колонії і території на Балканах. Місто Трієст виділено у вільну зону ООН.
1949 р. — вступ Італії в НАТО.
1964 р. — возз'єднання м. Трієста з Італійською республікою.
1957 р. — Італія — один із засновників ЄЕС («Спільного ринку»).
1979 — 1980 р. — діяльність терористичних «Червоних бригад». Убивство лідера ХДП А. Моро, вибух на вокзалі в Болоньї та ін.
1983 — 1986 р. — активні дії уряду Італії проти «Червоних бригад». Акція «Чисті руки» спрямована проти мафіозних об'єднань.
Християнські демократи встановили коаліцію з п'яти партій, включаючи соціалістичну в 1988, в 1989 комуністи сформували «тіньовий кабінет». Референдум 1991 схвалив реформу виборів. Правляча коаліція втратила більшість на загальних виборах у 1992. У 1993 мафія потрапила в сфери державної влади, лідер Соціалістичної партії Краксі подав у відставку через звинувачення зв'язках із мафією. В 1999 році Карло Адзеліо Чампі без підтримки жодної партії став президентом.

## XXI ст
В ніч на 24 серпня 2016 року в центральній Італії стався землетрус магнітудою 6,2. За деякими даними, жертвами стали 247 осіб.